# 日本の農業に関する学科設置高等学校一覧
日本の農業に関する学科設置高等学校一覧（にほんののうぎょうにかんするがっかせっちこうとうがっこういちらん）は、日本の「農業に関する学科」が設置されている高等学校の一覧である。社団法人全国農業高等学校長協会会員校（農業に関する学科設置校のみ）の一覧を兼ねる。
専門教科「農業」を中心に履修する専門教育を主とする学科が設置されている高等学校は、本項目に掲載する。それ以外の学科・課程において専門教科「農業」を履修する場合については、日本の総合学科設置高等学校一覧を参照。専門教科「農業」を履修しない学科・課程は、本項目に含めない。

## 北海道
- 北海道大野農業高等学校 - 農業科・園芸科・生活科学科・食品科学科
- 酪農学園大学附属とわの森三愛高等学校 - アグリクリエイト科
- 北海道岩見沢農業高等学校 - 農業科学科・畜産科学科・食品科学科・生活科学科・農業土木工学科・環境造園科・森林科学科
- 北海道遠別農業高等学校 - 生産科学科
- 北海道帯広農業高等学校 - 農業科学科・酪農科学科・食品科学科・農業土木工学科・森林科学科
- 北海道名寄産業高等学校 - 酪農科学科（2009年に名寄光凌高校と名寄農業高校が統合して開校。名寄農高にあった生産科学科は2011年3月に閉科）
- 北海道中標津農業高等学校 - 生産技術科・食品ビジネス科
- 北海道倶知安農業高等学校 - 生産科学科
- 北海道旭川農業高等学校 - 農業科学科・食品科学科・森林科学科・生活科学科
- 北海道静内農業高等学校 - 食品科学科・生産科学科
- 北海道更別農業高等学校 - 農業科・生活科学科
- 北海道深川東高等学校 - 生産科学科
  - 北海道深川農業高等学校 - 農業・生活科（2007年3月閉校、北海道深川東高等学校へ統合）
- 北海道美幌農業高等学校 - 農業科学科・食品科学科・生活科学科
- 北海道新十津川農業高等学校 - 農業・生活科
- 北海道剣淵高等学校 - 農業・生活科（2011年3月閉科）
- 北海道幌加内高等学校 - 農業科 - 定時制単置
- 北海道富良野緑峰高等学校 - 園芸科学科
- 北海道士幌高等学校 - アグリビジネス科・フードシステム科
- 北海道ニセコ高等学校 - 緑地観光科 - 定時制単置
- 北海道別海高等学校 - 酪農経営科
- 北海道音更高等学校 - 農業科 - 定時制単置
- 北海道壮瞥高等学校 - 地域農業科（2014年に園芸科を改編）
- 北海道真狩高等学校 - 農芸科学科 - 定時制単置
- 北海道留寿都高等学校 - 農業福祉科 - 定時制単置
- 北海道余市紅志高等学校 - 園芸科（旧北海道余市高等学校、2012年3月閉科）
- 北海道当別高等学校 - 園芸デザイン科
- 北海道美唄高等学校 - 食品システム科
- 北海道標茶高等学校 - 酪農科・農業土木科・農業機械科（旧北海道標茶農業高等学校、2002年3月閉科）
- 北海道檜山北高等学校 - 農業・生活科（2004年3月閉科）
- 北海道清水高等学校 - 酪農科（1997年4月に総合学科に改編し、1999年3月閉科）

## 東北地方

### 青森県
- 青森県立名久井農業高等学校 - 生物生産科・環境システム科
- 青森県立柏木農業高等学校 - 生物生産科・環境工学科・食品科学科・生活科学科
- 青森県立三本木農業恵拓高等学校 - 植物科学科・動物科学科・環境工学科・食品科学科
- 青森県立五所川原農林高等学校 - 生物生産科・森林科学科・環境土木科・環境科学科・食品科学科
- 青森県立弘前実業高等学校 - 農業経営科（2022年度閉科）
- 青森県立弘前実業高等学校藤崎校舎 - りんご科（2019年3月閉校）
- 青森県立七戸高等学校 - 食品化学科（1998年3月閉科）

### 岩手県
- 岩手県立花巻農業高等学校 - 生物科学科・環境科学科・食農科学科
- 岩手県立盛岡農業高等学校 - 植物科学科・動物科学科・食品科学科・人間科学科・環境科学科
- 岩手県立遠野緑峰高等学校 - 生産技術科
- 岩手県立水沢農業高等学校 - 農業科学科・食品科学科
- 岩手県立千厩高等学校 - 生産技術科
- 岩手県立大船渡東高等学校 - 農芸科学科

### 宮城県
- 宮城県農業高等学校 - 農業科・園芸科・生活科・食品化学科・農業機械科
- 宮城県小牛田農林高等学校 - 農業技術科
- 宮城県加美農業高等学校 - 農業科・農業機械科・生活技術科
- 宮城県柴田農林高等学校 - 食農科学科・動物科学科・森林環境科・園芸工学科
- 宮城県登米総合産業高等学校 - 農業科
- 宮城県南郷高等学校 - 産業技術科
- 宮城県亘理高等学校 - 食品化学科

### 秋田県
- 秋田県立大曲農業高等学校 - 農業科学科・生物工学科・生活科学科
- 秋田県立秋田北鷹高等学校 - 生物資源科・緑地環境科
- 秋田県立金足農業高等学校 - 生物資源科・環境土木科・生活科学科・造園緑地科・食品流通科
- 秋田県立増田高等学校 - 農業科学科
- 秋田県立能代科学技術高等学校 - 生物資源科・生活福祉科

### 山形県
- 山形県立村山産業高等学校 - 農業経営科・農業環境科
- 山形県立置賜農業高等学校 - 生物生産科・園芸福祉科・食料環境科
- 山形県立庄内農業高等学校 - 生物生産科・園芸科学科・生物環境科
- 山形県立新庄神室産業高等学校 - 生物生産科・生物環境科
- 山形県立上山明新館高等学校 - 食料生産科

### 福島県
- 福島県立岩瀬農業高等学校 - 生物生産科・園芸科学科・生物工学科・食品科学科・生産情報科・環境工学科
- 福島県立修明高等学校 - 生産流通科・食品科学科
- 福島県立耶麻農業高等学校 - 産業技術科
- 福島県立会津農林高等学校 - 農業園芸科・林業緑地科・食品加工科
- 福島県立磐城農業高等学校 - 食品流通科・園芸科・緑地土木科・生活科学科
- 福島県立相馬農業高等学校 - 生産環境科・環境緑地科・食品科学科・生活文化科
- 福島県立福島明成高等学校 - 生物生産科・生物工学科・環境土木科・食品科学科・生産情報科
- 福島県立白河実業高等学校 - 農業科
- 福島県立東白川農商高等学校 - 生産流通科・食品加工科（2009年統合校である福島県立修明高等学校へ移行された）

## 関東地方

### 茨城県
- 茨城県立水戸農業高等学校 - 農業科・園芸科・畜産科・農業土木科・食品化学科・農業経済科・生活科学科 - 定時制併置
- 茨城県立鉾田第二高等学校 - 農業科・食品技術科
- 茨城県立大子清流高等学校 - 総合学科（農業系列）・森林科学科
- 茨城県立石岡第一高等学校 - 園芸科・造園科
- 茨城県立真壁高等学校 - 農業科・環境緑地科・食品化学科
- 茨城県立坂東総合高等学校 - 総合学科（生物資源系列・環境デザイン系列）
- 茨城県立江戸崎総合高等学校 - 総合学科（グリーンテクノ系列）

### 栃木県
- 栃木県立栃木農業高等学校 - 農業科・生物工学科・農業土木科・食品科学科・生活科学科
- 栃木県立鹿沼農業高等学校 - 農林経営科・農業機械科・造園土木科・生活科学科（2011年3月閉校）
- 栃木県立鹿沼南高等学校 - 食料生産科・環境緑地科
- 栃木県立宇都宮白楊高等学校 - 農業経営科・生物工学科・食品科学科・農業工学科
- 栃木県立小山北桜高等学校 - 園芸科学科・造園土木科
- 栃木県立真岡北陵高等学校 - 生物生産科・農業機械科・食品科学科
- 栃木県立那須拓陽高等学校 - 農業経営科・生物工学科・食品化学科
- 栃木県立矢板高等学校 - 農業経営科

### 群馬県
- 群馬県立勢多農林高等学校 - 植物科学科・バイオテクノロジー科・動物科学科・緑地土木科・食品文化科・グリーンライフ科
- 群馬県立利根実業高等学校 - 生物生産科・グリーンライフ科
- 群馬県立藤岡北高等学校 - 生物生産科・環境土木科・ヒューマン・サービス科
- 群馬県立富岡実業高等学校 -生物生産科・園芸科学科・食品化学科
- 群馬県立吾妻中央高等学校 - 生物生産科・環境工学科
- 群馬県立大泉高等学校 - 生物生産科・バイオテクノロジー科・食品科学科
- 群馬県立伊勢崎興陽高等学校 - 生物生産科・食品文化科（2007年3月閉科）
- 群馬県立安中実業高等学校 - 生物生産科・食品環境科（2008年3月閉校、校舎を群馬県立安中総合学園高等学校に転用）
  - 群馬県立安中総合学園高等学校 - 総合学科（生物資源系列  食品文化系列）

### 埼玉県
- 埼玉県立杉戸農業高等学校 - 園芸科・造園科・食品流通科・生活技術科・生物生産工学科・生物生産技術科
- 埼玉県立熊谷農業高等学校 - 生物生産技術科・生物生産工学科・食品科学科・生活技術科
- 埼玉県立秩父農工科学高等学校 - 農業科・森林科学科・食品化学科
- 埼玉県立いずみ高等学校 - 生物生産科・生物サイエンス科・生物資源化学科・環境デザイン科
- 埼玉県立児玉白楊高等学校 - 生物資源科・環境デザイン科（2023年合併により校名を児玉高等学校に変更。農業科の設置学科は変更なし）
- 埼玉県立羽生実業高等学校 - 園芸科・農業経済科
- 埼玉県立鳩ヶ谷高等学校 - 園芸デザイン科
- 埼玉県立川越農業高等学校（総合学科への改編により1996年4月より校名を「埼玉県立川越総合高等学校」に変更）

### 千葉県
- 千葉県立茂原樟陽高等学校 -農業科 (旧 生産技術科)・食品科学科(旧 生産流通科)・土木造園科(旧 緑地計画科)
- 千葉県立旭農業高等学校 - 畜産科・生産技術科・食品流通科・生活科学科　園芸科食品科学科
- 千葉県立大網高等学校 - 生産技術科・生物工学科・食品工業科・農業経済科
- 千葉県立流山高等学校 - 生活科学科・園芸科
- 千葉県立印旛明誠高等学校 - 園芸科（旧千葉県立印旛高等学校、2012年3月閉科）
- 千葉県立成田西陵高等学校 - 生産技術科・環境建設科・生活流通科・生活科学科
- 千葉県立下総高等学校 - 生産技術科
- 千葉県立多古高等学校 - 生産流通科
- 千葉県立岬高等学校 - 園芸科（2015年度から千葉県立大原高等学校 総合学科園芸系列/岬キャンパスに）
- 千葉県立上総高等学校 - 園芸科
- 千葉県立鶴舞桜が丘高等学校 - 食とみどり科
- 千葉県立薬園台高等学校 - 園芸科
- 千葉県立清水高等学校 - 食品化学科
- 千葉黎明学園千葉黎明高等学校 - 生産ビジネス科
- 千葉県立安房拓心高等学校（旧千葉県立安房農業高等学校、2007年3月閉科）
- 千葉県立君津青葉高等学校（2005年3月閉科）

### 東京都
- 東京都立園芸高等学校 - 園芸科・食品科・動物科 - 定時制併置
- 東京都立大島高等学校 - 農林科
- 東京都立農業高等学校 - 都市園芸科・緑地計画科・食品科学科 - 定時制併置
- 東京都立農芸高等学校 - 園芸科学科・食品化学科・緑地環境科・農芸科 - 定時制併置
- 東京都立農産高等学校 - 園芸デザイン科・食品科・農産科 - 定時制併置
- 東京都立八丈高等学校 - 園芸科
- 東京都立瑞穂農芸高等学校 - 畜産科学科・園芸科学科・食品科・農業科 - 定時制併置
- 東京都立三宅高等学校 - 農業科
- 東京都立農林高等学校 - 園芸科・食品製造科・農業土木科・林業科（東京都立青梅総合高等学校への移行に伴い2009年3月閉校）

### 神奈川県
- 神奈川県立平塚農商高等学校 - 都市農業科・都市環境科・食品科学科・農業総合科
- 神奈川県立三浦初声高等学校 - 都市農業科
- 神奈川県立中央農業高等学校 - 園芸科学科・畜産科学科・農業総合科
- 神奈川県立吉田島高等学校 - 都市農業科・食品加工科・環境緑地科（旧神奈川県立吉田島農林高等学校・神奈川県立吉田島総合高等学校）
- 神奈川県立相原高等学校 - 畜産科学科・食品科学科・環境緑地科

## 中部地方

### 新潟県
- 新潟県立新発田農業高等学校 - 生物資源科・食品科学科・環境科学科
- 新潟県立加茂農林高等学校 - 生産技術科・環境緑地科・農業経済科・生物工学科・農業科
- 新潟県立長岡農業高等学校 - 生産技術科・食品科学科・農業経済科
- 新潟県立高田農業高等学校 - 農業科・生産技術科・食品科学科・農業土木科・林産科
- 新潟県立柏崎総合高等学校（旧新潟県立柏崎農業高等学校、2004年3月閉科）
- 新潟県立吉川高等学校 - 醸造科（2004年3月閉科）
- 新潟県立十日町総合高等学校（旧新潟県立十日町実業高等学校、1997年3月閉科）
- 新潟県立巻総合高等学校（旧新潟県立巻農業高等学校、2005年3月閉科）
- 新潟県立村上桜ヶ丘高等学校 - 農業科・林業科・農業経済科（2003年3月閉科）
- 新潟県立佐渡総合高等学校（旧新潟県立佐渡農業高等学校、2003年3月閉科）

### 富山県
- 富山県立小矢部園芸高等学校 - 園芸科 - 定時制単置
- 富山県立中央農業高等学校 - 生物生産科・園芸デザイン科・バイオ技術科
- 富山県立入善高等学校 - 農業科
- 富山県立有磯高等学校 - 農業科学科（2012年3月閉校）
- 富山県立南砺福野高等学校 - 農業環境科
- 富山県立氷見高等学校 - 農業科学科
- 富山県立上市高等学校 - 農業科学科（1999年3月閉科）
- 富山県立小杉高等学校 - 農業科学科（1997年3月閉科）

### 石川県
- 石川県立翠星高等学校 - 総合グリーン科学科
- 石川県立能登高等学校 - 地域産業科（生物資源コース農業選択）
- 石川県立七尾農業高等学校（2006年3月閉校）
- 石川県立津幡高等学校 - 園芸科（2001年3月閉科）

### 福井県
- 福井県立福井農林高等学校 - 生物生産科・環境工学科・生活科学科・生産流通科
- 福井県立坂井農業高等学校 - 生産技術科・食品科・環境システム科
- 福井県立若狭東高等学校 - 産業技術科・生活科学科

### 山梨県
- 山梨県立農林高等学校 - システム園芸科・森林科学科・環境土木科・造園緑地科・食品科学科
- 山梨県立笛吹高等学校 - 食品化学科・果樹園芸科
- 山梨県立峡北農業高等学校（2001年3月閉校）
- 山梨県立山梨園芸高等学校 - 園芸科・農業土木科・食品化学科（2010年3月閉校）

### 長野県
- 長野県上伊那農業高等学校 - 生産環境科・園芸科学科・生物工学科・緑地工学科
- 長野県南安曇農業高等学校 - グリーンサイエンス科・生物工学科・環境クリエイト科
- 長野県下高井農林高等学校 - 生物資源科・緑地環境科
- 長野県須坂創成高等学校 - 園芸農学科・食品科学科・環境造園科
- 長野県更級農業高等学校 - 生産流通科・生物科学科・グリーンライフ科・施設園芸科
- 長野県佐久平総合技術高等学校 - 栽培システム科、生物サイエンス科、食品サービス科
- 長野県富士見高等学校 - 園芸科
- 長野県下伊那農業高等学校 - アグリサービス科・農業機械科・園芸クリエイト科・食品化学科
- 長野県木曽青峰高等学校 - 森林環境科
- 長野県丸子修学館高等学校 - 応用生物科（旧長野県丸子実業高等学校、2009年3月閉科）
- 長野県塩尻志学館高等学校 - 園芸経済科・食品加工科（旧長野県塩尻高等学校、2002年3月閉科）

### 岐阜県
- 岐阜県立岐阜農林高等学校 - 園芸科学科・動物科学科・食品科学科・流通科学科・森林科学科・環境科学科・生物工学科
- 岐阜県立加茂農林高等学校 - 生産科学科・食品科学科・森林科学科・環境デザイン科・園芸流通科
- 岐阜県立恵那農業高等学校 - 園芸科学科・食品科学科・環境科学科・園芸デザイン科
- 中津川市立阿木高等学校 - 生産科学科（専門：農業）･総合生活科（専門：生活産業）
- 岐阜県立飛騨高山高等学校 - 園芸科学科・生物生産科・環境科学科
- 岐阜県立大垣養老高等学校 - 生産科学科・食品科学科・環境科学科
- 岐阜県立郡上高等学校 - 森林科学科・食品流通科
- 中津川市立阿木高等学校 - 生産科学科 - 定時制単置

### 静岡県
- 静岡県立田方農業高等学校 - 生産科学科・園芸デザイン科・動物科学科・食品科学科・ライフデザイン科
- 静岡県立磐田農業高等学校 - 生産科学科・生産流通科・環境科学科・食品科学科・生活科学科
- 静岡県立静岡農業高等学校 - 生物生産科・生産流通科・環境科学科・食品科学科・生活科学科
- 静岡県立天竜林業高等学校 - 森林科学科・環境システム科（2014年3月閉校）
- 静岡県立下田高等学校南伊豆分校 - 園芸科
- 静岡県立引佐高等学校 - 産業技術科I・III（2014年3月閉校）
- 静岡県立農業経営高等学校 - 生物生産科・生産流通科（2006年3月閉校）
- 静岡県立富岳館高等学校（旧静岡県立富士宮農業高等学校、2004年3月閉科）
- 静岡県立藤枝北高等学校 - 生産流通科（2005年3月閉科）
- 静岡県立小笠高等学校（旧静岡県立小笠農業高等学校、1997年3月閉科）
- 静岡県立周智高等学校 - 生産科学科（2009年3月閉校）
- 静岡県立天竜高等学校 - 環境システム科・森林科学科・環境科・森林科
- 静岡県立浜松湖北高等学校 - 産業技術I・III科、産業マネジメントI科

### 愛知県
- 愛知県立稲沢緑風館高等学校 - 園芸科・環境デザイン科・農業土木科・生活科学科（旧愛知県立稲沢高等学校、2025年3月閉校）
- 愛知県立半田農業高等学校 - 農業園芸科・食品科学科・生物工学科・生活科学科
- 愛知県立安城農林高等学校 - 園芸科・森林環境科・生物工学科・動物科学科・農業科・食品科学科
- 愛知県立猿投農林高等学校 - 環境デザイン科・生活科学科・農業科・林産工芸科
- 愛知県立渥美農業高等学校 - 農業科・施設園芸科・食品科学科・生活科学科
- 愛知県立佐屋高等学校 - 園芸科学科・生物生産科
- 愛知県立新城高等学校 - 園芸科学科・生物生産科・環境デザイン科（2021年3月閉校）
- 愛知県立田口高等学校 - 林業科
- 愛知県立作手高等学校 - 人と自然科
- 愛知県立鶴城丘高等学校 - 生物生産科（旧愛知県立西尾実業高等学校、2006年3月閉科）

## 近畿地方

### 三重県
- 三重県立伊賀白鳳高等学校 - 生物資源科・フードシステム科
- 愛農学園農業高等学校 - 農業科
- 三重県立四日市農芸高等学校 - 生産科学科・食品科学科・環境造園科・園芸科学科
- 三重県立久居農林高等学校 - 生物生産科・生物資源科・環境情報科・環境土木科
- 三重県立明野高等学校 - 生産技術科・食品科学科・経済科
- 三重県立相可高等学校 - 生産経済科・農業土木科
- 三重県立上野農業高等学校 - 食農科学科・景観園芸科（2009年3月閉校）

### 滋賀県
- 滋賀県立長浜農業高等学校 - 農業科・食品科・園芸科
- 滋賀県立湖南農業高等学校 - 農業科・食品科・花緑科
- 滋賀県立八日市南高等学校 - 農業科・食品科・花緑デザイン科
- 滋賀県立甲南高等学校 - 農林技術科（2009年3月閉科）

### 京都府
- 京都府立桂高等学校 - 植物クリエイト科・園芸ビジネス科
- 京都府立須知高等学校 - 食品科学科
- 京都府立農芸高等学校 - 農産バイオ科・環境緑地科
- 京都府立綾部高等学校東分校 - 農業科・園芸科・農芸化学科
- 京都府立木津高等学校 - システム園芸科
- 京都府立北桑田高等学校 - 森林リサーチ科
- 京都府立北桑田高等学校美山分校 - 農業科 - 定時制単置
- 京都府立福知山高等学校三和分校 - 農業科 - 定時制単置
- 京都府立峰山高等学校弥栄分校 - 農園芸科
- 京都府立久美浜高等学校 - 農業科（2000年3月閉科）

### 大阪府
- 大阪府立農芸高等学校 - ハイテク農芸科・食品加工科・資源動物科
- 大阪府立園芸高等学校 - フラワーファクトリ科・環境緑化科・バイオサイエンス科
- 大阪府立城山高等学校 - 園芸科（2008年3月閉校）
- 大阪府立横山高等学校 - 園芸科（2008年3月閉校）

### 兵庫県
- 兵庫県立農業高等学校 - 農業科・園芸科・動物科学科・食品科学科・農業環境工学科・造園科・生物工学科
- 兵庫県立有馬高等学校 - 人と自然科
- 兵庫県立上郡高等学校 - 農業科・園芸科・農業土木科
- 兵庫県立篠山産業高等学校 - 生活科
- 兵庫県立篠山東雲高等学校 - 地域農業科
- 兵庫県立佐用高等学校 - 農業科学科
- 兵庫県立但馬農業高等学校 - 農業科・畜産科・生活科
- 兵庫県立播磨農業高等学校 - 農業経営科・園芸科・畜産科
- 兵庫県立氷上高等学校 - 生産ビジネス科・食品ビジネス科・生活ビジネス科（2019年4月、学科改編時に現名称に変更）
- 兵庫県立山崎高等学校 - 森林環境科学科
- 兵庫県立淡路高等学校 - 農業科・食品加工科・生活科（旧兵庫県立淡路農業高等学校、2000年3月閉科）

### 奈良県
- 奈良県立磯城野高等学校田原本校舎 - 生産科学科・バイオ技術科・環境デザイン科
- 奈良県立御所実業高等学校 - 環境緑地科
- 奈良県立吉野高等学校 - 森林科学科（2023年3月閉校）
- 五條市立西吉野農業高等学校 - 農業科 - 定時制単置
- 山添村立奈良県立山辺高等学校山添分校 - 農業科 - 定時制単置
- 奈良県立御所東高等学校 - 生活科学科・農業科・園芸科（2009年3月閉校）
- 奈良県立山辺高等学校 - 農業科（1997年3月閉科）

### 和歌山県
- 和歌山県立紀北農芸高等学校 - 生産流通科・施設園芸科・環境工学科
- 和歌山県立南部高等学校 - 食と農園科
- 和歌山県立有田中央高等学校 - 食品化学科・柑橘園芸科（旧和歌山県立吉備高等学校、1999年3月閉科）
- 和歌山県立熊野高等学校 - 森林科学科・園芸科（2006年3月閉科）

## 中国地方

### 鳥取県
- 鳥取県立倉吉農業高等学校 - 生物生産科・園芸科・環境科学科・環境土木科
- 鳥取県立智頭農林高等学校 - 園芸科学科・森林科学科・生活環境科
- 鳥取県立鳥取湖陵高等学校 - 食品システム科・緑地デザイン科

### 島根県
- 島根県立益田翔陽高等学校 - 生物生産工学科・生物環境工学科
- 島根県立松江農林高等学校 - 生物生産科・環境土木科
- 島根県立出雲農林高等学校 - 植物科学科・環境科学科・食品科学科・動物科学科
- 島根県立矢上高等学校 - 産業技術科
- 島根県立邇摩高等学校 - 農業科（1997年3月閉科）
- 島根県立益田産業高等学校 - 生物生産工学科・環境土木科（2008年3月閉校）

### 岡山県
- 岡山県立高松農業高等学校 - 農業科学科・園芸科学科・畜産科学科・農業土木科・食品科学科
- 岡山県立勝間田高等学校 - グリーン環境科・食品化学科・産業工学科
- 岡山県立瀬戸南高等学校 - 生物生産科・園芸科学科・生活デザイン科
- 岡山県立新見高等学校 - 生物生産科
- 岡山県立興陽高等学校 - 農業科・農業機械科・造園デザイン科
- 岡山県立井原高等学校 - 園芸科
- 岡山県立久世高等学校 - 生物生産科・食品科学科
- 岡山県立高梁城南高等学校川上校地 - 生物科学科・人間科学科（2010年3月閉校）
- 岡山県立川上農業高等学校 - 生物工学科・生活科学科（2004年統合校である岡山県立高梁城南高等学校へ移行）
- 岡山県立日本原高等学校 - 酪農経済科（2007年3月閉校）
- 岡山県立精研高等学校 - 園芸科学科（2008年3月閉校）

### 広島県
- 広島県立西条農業高等学校 - 園芸科・畜産科・生活科・食品科学科・農業機械科・生物工学科・緑地土木科
- 広島県立庄原実業高等学校 - 生物生産学科・食品工学科・環境工学科・生活科学科
- 広島県立沼南高等学校 - 園芸デザイン科
- 広島県立世羅高等学校 - 生産情報科・環境科学科
- 広島県立吉田高等学校 - 農業科
- 広島県立油木高等学校 - 産業ビジネス科
- 広島県立加計高等学校 - 産業技術科（2002年3月閉科）

### 山口県
- 山口県立田布施農工高等学校 - 生物生産科・食品科学科・環境土木科
- 山口県立山口農業高等学校 - 生物生産科・食品工学科・生活科学科・環境科学科
- 山口県立西市高等学校 - 生産流通科
- 山口県立日置農業高等学校 - 生物生産科・生活科学科

## 四国地方

### 徳島県
- 徳島県立吉野川高等学校 - 農業科
- 徳島県立城西高等学校 - 農業科学科
- 徳島県立城西高等学校神山分校 - 造園土木科・生活科
- 徳島県立勝浦高等学校 - 園芸科
- 徳島県立三好高等学校 - 生物資源類

### 香川県
- 香川県立石田高等学校 - 生産経済科・園芸デザイン科・農業土木科
- 香川県立高松南高等学校 - 環境科学科
- 香川県立農業経営高等学校 - 農業生産科・環境園芸科・動物科学科・食農科学科
- 香川県立笠田高等学校 - 農産科学科・植物科学科・食品科学科
- 香川県立飯山高等学校 - 生産科学科（2000年3月閉科）

### 愛媛県
- 愛媛県立西条農業高等学校 - 食農科学科・環境工学科・生活デザイン科
- 愛媛県立伊予農業高等学校 - 生物工学科・園芸流通科・環境開発科・食品化学科・生活科学科・特用林産科（2011年4月新設）
- 愛媛県立大洲農業高等学校 - 生産科学科・食品デザイン科
- 愛媛県立丹原高等学校 - 園芸科学科
- 愛媛県立今治南高等学校 - 園芸クリエイト科
- 愛媛県立上浮穴高等学校 - 森林環境科
- 愛媛県立中山高等学校 - 特用林産科（2011年3月愛媛県立伊予農業高等学校に特用林産科を合する形で廃校）
- 愛媛県立宇和高等学校 - 生物工学科
- 愛媛県立野村高等学校 - 畜産科
- 愛媛県立北宇和高等学校 - 生産食品科
- 愛媛県立北宇和高等学校日吉分校 - 農業科 - 定時制単置（2011年3月閉校）
- 愛媛県立三間高等学校 - 農業機械科
- 愛媛県立南宇和高等学校 - 農業科
- 愛媛県立川之石高等学校 - 園芸科（1998年3月閉科 その後総合学科の選択の中に農業があ

り。）
- 愛媛県立土居高等学校 - 普通科 アグリコース

### 高知県
- 高知県立幡多農業高等学校 - 園芸システム科・アグリサイエンス科・グリーン環境科・生活コーディネート科
- 高知県立高知農業高等学校 - 農業総合科・畜産総合科・森林総合科・環境土木科・食品ビジネス科・生活総合科
- 高知県立春野高等学校 - 施設園芸科・園芸経済科・環境デザイン科・生活科学科（旧高知県立高知園芸高等学校、2008年3月閉科）
- 高知県立大栃高等学校 - 林科（1982年3月閉科・2010年3月閉校）
- 高知県立嶺北高等学校 - 農林科（1984年3月閉科）

## 九州地方

### 福岡県
- 福岡県立福岡農業高等学校 - 都市園芸科・環境活用科・食品科学科
- 福岡県立八女農業高等学校 - 生産技術科・システム園芸科・生物利用科・生活科学科
- 福岡県立糸島農業高等学校 - 農業技術科・農業経済科・食品科学科・生活科学科
- 福岡県立行橋高等学校 - 農業技術科・環境緑地科
- 福岡県立遠賀高等学校 - グリーンサイエンス科
- 福岡県立久留米筑水高等学校 - 生物工学科・食品流通科・環境緑地科
- 福岡県立田川科学技術高等学校 - 生命科学科
- 福岡県立嘉穂総合高等学校 - 地球環境システム科
- 福岡県立朝倉光陽高等学校 - 食農科学科
- 福岡県立朝倉農業高等学校 - 農業・食品科（2010年3月閉校）
- 福岡県立三池農業高等学校 - 農業技術科・食品科学科・生産流通科・生活科学科（2005年3月閉校）
- 福岡県立朝羽高等学校 - 産業技術科（2010年3月閉校）

### 佐賀県
- 佐賀県立佐賀農業高等学校 - 農業化学科・食品科学科・環境工学科
- 佐賀県立伊万里農林高等学校 - 森林工学科・生物科学科・生物科学科（現伊万里実業高校に再編）
- 佐賀県立唐津南高等学校 - 生産技術科・食品流通科
- 佐賀県立高志館高等学校 - 園芸工学科・緑地土木科・食品流通科
- 佐賀県立神埼清明高等学校 - 畜産科・食品化学科（旧佐賀県立神埼農業高等学校、1998年3月閉科）
- 佐賀県立伊万里実業高等学校 - 生物科学科・森林環境科・フードビジネス科

### 長崎県
- 長崎県立諫早農業高等学校 - 農業科学科・動物科学科・環境創造科・農業土木科・バイオ園芸科・食品科学科・生活科学科
- 長崎県立島原農業高等学校 - 農業科学科・園芸科学科・食品科学科・生活福祉科
- 長崎県立西彼農業高等学校 - 施設園芸科・食品流通科・生活科学科
- 長崎県立北松農業高等学校 - 農業科学科・園芸科学科・食品科学科・生活科学科
- 長崎県立松浦東高等学校 - 食品科学科（2011年3月閉校）
- 長崎県立大村城南高等学校 - 園芸科学科・環境デザイン科（2005年3月閉科）

### 熊本県
- 熊本県立熊本農業高等学校 - 農業科・園芸・果樹科・畜産科・生活科・農業経済科・食品工業科・農業土木科
- 熊本県立八代農業高等学校 - 園芸科学科・食品科学科・農業工学科・福祉家庭科
- 熊本県立八代農業高等学校泉分校 - グリーンライフ科
- 熊本県立菊池農業高等学校 - 農業科・園芸科・畜産科学科・食品化学科・生活文化科
- 熊本県立鹿本農業高等学校 - 施設園芸科・食品工業科・バイオ工学科・生活科学科
- 熊本県立南稜高等学校 - 生産科学科・園芸科学科・環境工学科・食品科学科・生活経営科
- 熊本県立矢部高等学校 - 生活・園芸科・林業科
- 熊本県立芦北高等学校 - 農業科・林業科
- 熊本県立苓明高等学校 - 園芸科学科・食品科学科
- 熊本県立河浦高等学校 - 園芸科学科
- 熊本県立北稜高等学校 - 園芸科学科・造園科
- 熊本県立阿蘇清峰高等学校 - 生物科学科・林業・農業土木科（1998年3月閉校）
- 熊本県立大津産業高等学校 - 造園工学科・食品工業科（1999年3月閉科し熊本県立翔陽高等学校に校名変更）

### 大分県
- 大分県立大分東高等学校 - 園芸ビジネス科・園芸デザイン科
- 大分県立三重総合高等学校 - 生物環境科
- 大分県立久住高原農業高等学校 - 農業科
- 大分県立日出総合高等学校 - 農業経営科
- 大分県立佐伯豊南高等学校 - 食農ビジネス科
- 大分県立日田林工高等学校 - 林業科・林産工学科
- 大分県立宇佐産業科学高等学校 - グリーン環境科
- 大分県立玖珠美山高等学校 - 地域産業科
- 大分県立国東高等学校 - 園芸ビジネス科

### 宮崎県
- 宮崎県立宮崎農業高等学校 - 生物工学科・生産流通科・食品工学科・環境工学科・生活文化科
- 宮崎県立都城農業高等学校 - 農業科・畜産科・農業土木科・食品科学科・ライフデザイン科
- 宮崎県立高千穂高等学校 - 生産流通科
- 宮崎県立高鍋農業高等学校 - 園芸科学科・畜産科学科・食品科学科・フードビジネス科
- 宮崎県立日南振徳高等学校 - 地域農業科
- 宮崎県立日南農林高等学校 - 生物工学科・森林科学科（2011年3月閉校）
- 宮崎県立小林秀峰高等学校 - 農業科
- 宮崎県立高原高等学校 - 生産流通科・食品化学科（2013年3月閉校）
- 宮崎県立本庄高等学校 - 農業科・食品製造科（1991年3月閉科）
- 宮崎県立門川高等学校 - 生物林学科、食品科学科（旧宮崎県立門川農業高等学校、2007年3月閉科）

### 鹿児島県
- 鹿児島県立鹿屋農業高等学校 - 農業科・農業機械科・畜産動物学科・生物工学科・緑地工学科・生活科
- 鹿児島県立鶴翔高等学校 - 農業科学科・食品技術科
- 鹿児島県立山川高等学校 - 園芸工学・農業経済科
- 鹿児島県立加世田常潤高等学校 - 有機生産科・食品工学科
- 鹿児島県立市来農芸高等学校 - 農業科・畜産科・環境園芸科
- 鹿児島県立薩摩中央高等学校 - 生物生産科・農業工学科
- 鹿児島県立伊佐農林高等学校 - 農林経営科・森林工学科
- 鹿児島県立福山高等学校 - 農業土木科
- 霧島市立国分中央高等学校 - 園芸工学科
- 鹿児島県立曽於高等学校 - 畜産食農科（2014年4月開校）
- 鹿児島県立種子島高等学校 - 生物生産科

### 沖縄県
- 沖縄県立南部農林高等学校 - 農業科・施設園芸科・園芸デザイン科・食品技術科・緑地工学科・生活科学科
- 沖縄県立中部農林高等学校 - 熱帯資源科・園芸科学科・食品科学科・造園科 - 定時制併置
- 沖縄県立北部農林高等学校 - 熱帯農業科・園芸工学科・林業緑地科・生活科学科・食品科学科 - 定時制併置
- 沖縄県立久米島高等学校 - 園芸科
- 沖縄県立宮古総合実業高等学校 - 生物生産科・食品科学科・環境工学科・生活福祉科
- 沖縄県立八重山農林高等学校 - アグリフード科・グリーンライフ科・フードプロデュース科・ライフスキル科(2013年4月学科改編)
- 沖縄県立宮古農林高等学校 - 生物生産科・環境工学科・生活福祉科（2010年3月閉校）